# Place Eleftherías (Thessalonique)
La place Eleftherías, en grec moderne : Πλατεία Ελευθερίας / Platía Eleftherías, en français : place de la Liberté, est une place centrale de Thessalonique, en Grèce.
Créée en 1867, elle tire son nom de la révolution des Jeunes-Turcs, qui, dans la ville, a éclaté sur la place, en 1908,. La place était devenue un parking, mais un concours public a été lancé par la municipalité de Thessalonique, en 2013, afin de sélectionner un projet pour son réaménagement en parc. L'aménagement, d'un coût de 5,075 millions d'euros, a débuté  en 2018.
La place est délimitée par la rue Mitropóleos, au nord, l'avenue Níkis (el) et l'ancien front de mer de Thessalonique au sud, la rue Íonos Dragoúmi à l'ouest et la rue Venizélou, à l'est. Elle est de forme trapézoïdale et couvre une superficie d'environ 5 087 m2. La place est entourée de banques, de compagnies d'assurance et de bureaux.
Le 11 juillet 1942, des milliers de Juifs grecs y ont été raflés, torturés en public et humiliés avant d'être enregistrés pour le travail forcé pendant l'Holocauste en Grèce,.

## Histoire
Avant de devenir une place, les murs d'enceinte de Salonique traversaient le site. Il s'y trouvait également une tour de l'époque byzantine pour garder l'entrée du port. À l'époque ottomane, cette tour était appelée Tophane (Maison du canon). Après 1870, lorsque la démolition des murs sud et est de la ville a commencé, la mer atteignait le milieu de la place actuelle.
La démolition du mur, pour faciliter l'entrée du port, a créé plus d'espace et a facilité la mobilité des navires. L'ouverture de la route Mehmet Sabri Pacha (aujourd'hui rue Venizelou), en 1867, a créé une petite place lorsque la route s'est élargie vers les quais. Elle fut d'abord appelée Platía Apováthras (place des quais), puis Platía Olýmpou (place de l'Olympe) en raison de la vue sur le mont Olympe, depuis la mer. À la fin de l'Empire ottoman, la place est devenue un important centre cosmopolite du quartier, connu sous le nom de Frangomahalas (en turc : Frenk Mahallesi), quartier européen ou franc, et de la ville en général. Elle est également devenue un centre de commerce et de finance, faisant de Thessalonique la capitale financière des Balkans ottomans et un acteur économique important en Méditerranée orientale. Les bâtiments de la Banque de Salonique, de la Banque d'Orient et de la Banque ottomane se trouvaient tous à proximité d'une place.
L'hôtel Olympos, y compris son restaurant, ainsi que l'hôtel Royale, étaient les points d'attraction de la place des premiers Ottomans. La place elle-même est devenue le point d'entrée de la ville pour les visiteurs voyageant en bateau.
À partir de 1893, un système de transport rapide est mis en place à Thessalonique au moyen d'un réseau de tramways, avec la place Eleftherías comme point de départ occidental. Plus tard dans la décennie, la place est éclairée dans le cadre de l'introduction de l'éclairage au gaz dans la ville, tandis qu'en 1908, le réseau de tramways passant par la place est électrifié.
En avril 1903, des anarchistes bulgares, membres des Bateliers de Salonique, posent une bombe dans une brasserie de la place ; cela faisait partie d'une attaque terroriste coordonnée qui a également vu le naufrage du navire français Guadalquivir et le bombardement de la banque ottomane voisine, entre autres. Cet événement a été le point de départ de la lutte macédonienne.

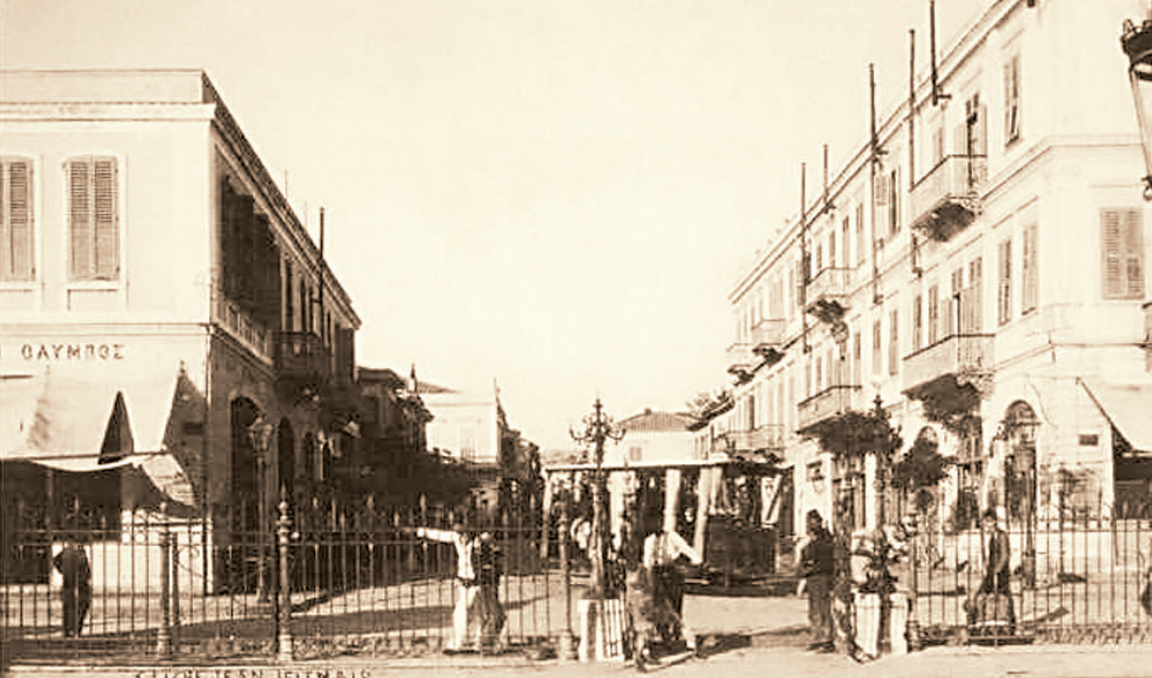
La place Eleftherías vers la fin du XIXe siècle.

L'essor de Thessalonique en tant que puissance économique ottomane entraîne une augmentation du nombre de voyageurs occidentaux, ce qui rend la place d'origine impropre à répondre à leurs besoins. Entre 1898 et 1911, la place est entièrement reconstruite. Dans un premier temps, l'hôtel Olympos est agrandi et rebaptisé Palace Hôtel Olympos. Peu après, l'hôtel Royale est démoli et reconstruit. Les frères Ahmet et Mehmet Kapandji, propriétaires du Palace Hôtel Olympos, construisent un autre hôtel de luxe sur la place, l'Hôtel de Rome, tandis que le Stein Building, le bâtiment le plus moderne de la ville à l'époque, est achevé en 1911, sous le parrainage du maire Hulusi Bey. Le Grand hôtel d'Angleterre ouvre également sur la place, ainsi que de nombreux cafés, restaurants et pâtisseries.
Le Club juif des Intimes, avec sa bibliothèque, était également basé sur la place. Il s'agissait d'une société progressiste de la classe supérieure promouvant la philanthropie et diverses causes juives, mais en même temps pro-ottomane et farouchement antisioniste, ce qui créé de nombreuses frictions entre le Club des Intimes et le Club Nouveau, un club privé rival pro-sioniste situé sur le front de mer qui s'est séparé du Club des Intimes. Lors de sa visite d'État à Thessalonique, en 1908, le cortège officiel du sultan Abdülhamid II passe par la place et devant le Club des intimes. Les normes du Club étaient si élevées qu'elles ont impressionné un gentleman britannique en visite.

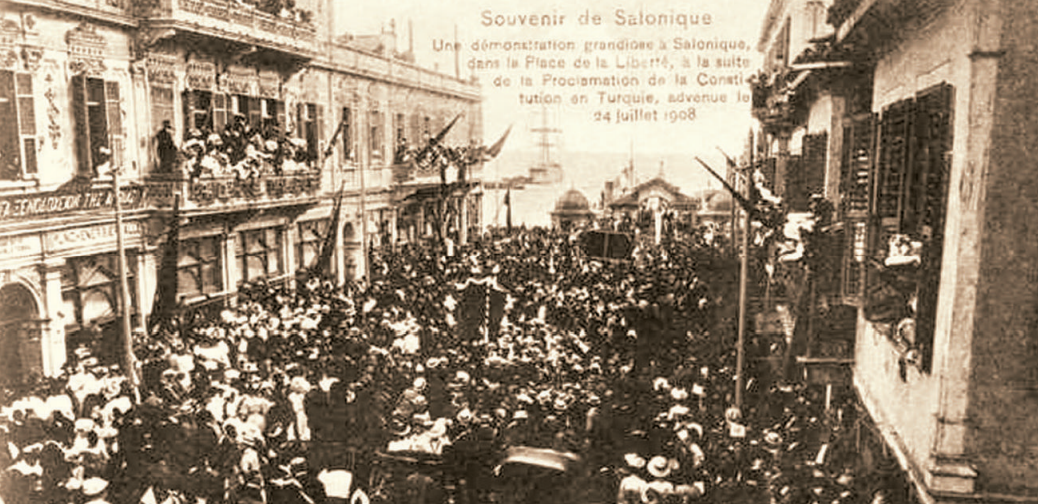
Proclamation de la Constitution de l'Empire ottoman, par les révolutionnaires des Jeunes-Turcs au Grand Hôtel D'Angleterre sur la place Eleftherías, le 24 juillet 1908.

Les événements de la révolution des Jeunes-Turcs donnent à la place son nom actuel. Les Jeunes-Turcs commencent la révolution à Thessalonique et Ismail Enver déclare à une foule rassemblée sur la place Eleftherías qu'« aujourd'hui le souverain capricieux est fini, le mauvais gouvernement n'est plus. Nous sommes tous frères. Il n'y a pas de Bulgares, de Grecs, de Serbes, de Roumains, de Juifs, de Musulmans. Sous le ciel bleu, nous sommes tous égaux, nous sommes fiers d'être Ottomans ! ». Sur les anciennes cartes postales ottomanes et grecques, elle apparaît désormais en français comme Place de la Liberté.
Après que Thessalonique ait fait partie de la Grèce, en 1913, l'Association libérale de Macédoine, le premier club libéral de Grèce est ouvert dans l'un des bâtiments autour de la place, en janvier 1916. Il s'agit d'une organisation soutenant et promouvant les causes du parti libéral et d'Elefthérios Venizélos, car Thessalonique et le reste de la Grèce du Nord sont un bastion libéral à l'époque ; le club libéral est le plus efficace en Grèce pour influencer la politique officielle. Pendant la Première Guerre mondiale, la place est populaire auprès des troupes alliées de l'armée des cinq nations combattant sur le front de Salonique, notamment au Café Flóka, la pâtisserie la plus célèbre de la ville, où une infirmière volontaire écossaise note que « les guerriers [pouvaient] enfin se détendre, boire, fumer et discuter des derniers chanteurs au café-chantant de la ville. »

## Après le grand incendie

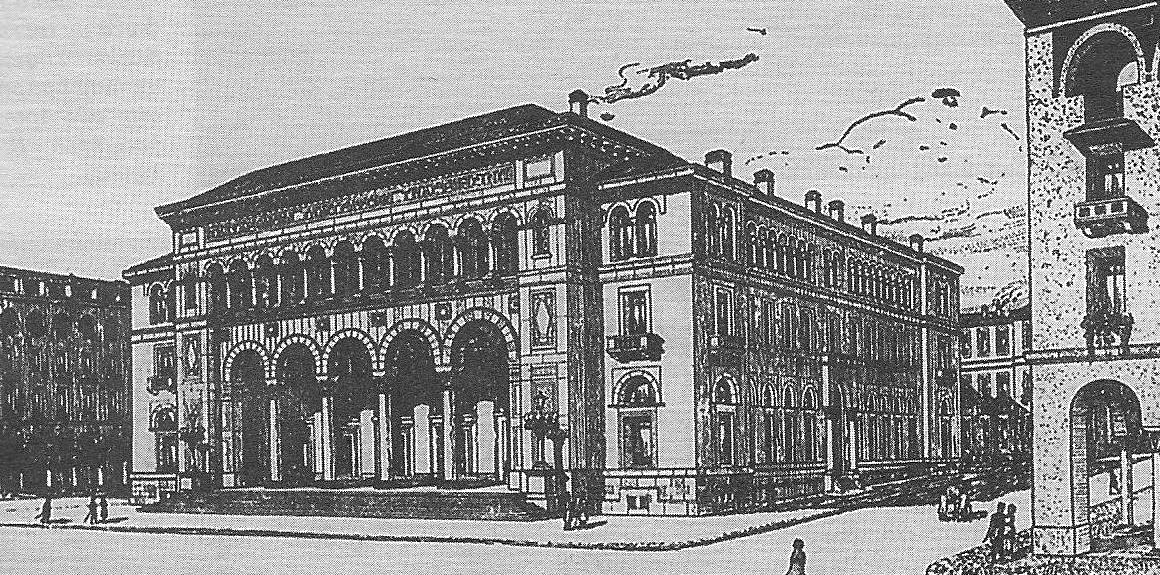
La proposition d'Hébrard pour les bureaux du TTT. Il n'a jamais été construit et le terrain vide est devenu le parking actuel.

Le grand incendie de 1917 a détruit le caractère original de la place, seul le bâtiment Stein, un grand magasin autrichien, ayant été épargné. Comme Thessalonique devait être une ville reconçue après l'incendie, le gouvernement interdit toute reconstruction dans les zones incendiées de la ville avant que le nouveau plan ne soit finalisé. L'importance de la place Eleftherías pour la vie de Thessalonique est illustrée par le fait que des décrets royaux spéciaux sont émis, permettant la reconstruction temporaire d'établissements tels que le Café Flóka.

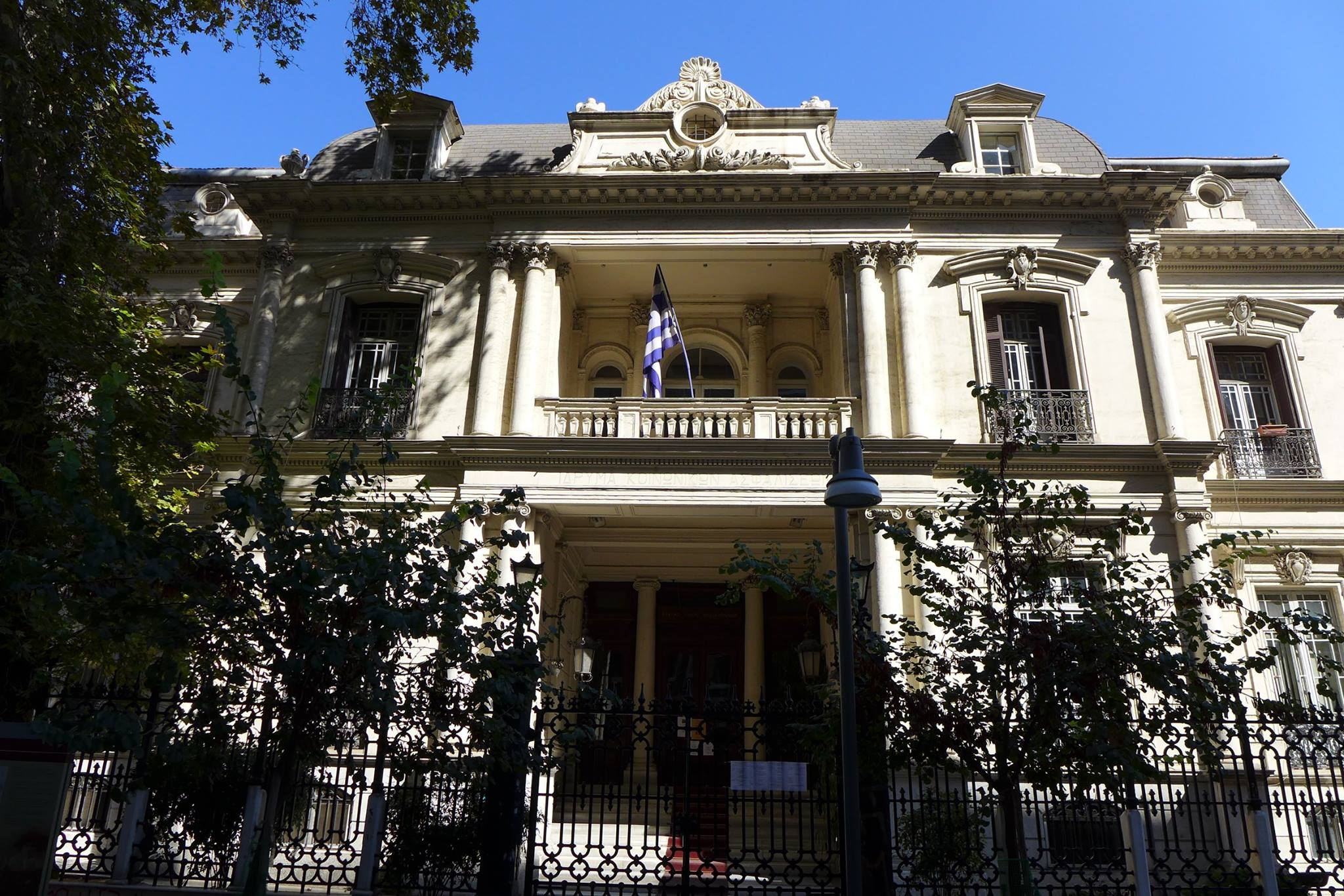
Le Conservatoire d'État (ancienne banque ottomane) près de la place.

La commission de réaménagement, dirigée par l'architecte français Ernest Hébrard, cherche à remplacer la place par les bureaux régionaux du service hellénique des postes, télégraphes et téléphones (en grec moderne : Ἑλληνικὴ Ταχυδρομικὴ, Τηλεγραφηματικὴ, καὶ Τηλεφωνικὴ Ὑπηρεσία), la place étant devenue obsolète après la conception de la place Aristote voisine. Des banques et d'autres bâtiments seraient construits autour du bâtiment public, nommé Maison TTT (Μέγαρον ΤΤΤ), et la promenade du front de mer serait prolongée pour offrir un espace public supplémentaire. Une nouvelle petite place serait créée à cet endroit appelée, en français, Place de la Poste. Hébrard n'a pas été le seul à soumettre des propositions pour la conception du bâtiment TTT ; l'architecte grec Marinos Delladetsimas a également présenté un projet, avec des influences évidentes du style néo-byzantin d'Hébrard.
Les plans n'ont pour la plupart pas été réalisés, bien que la reconstruction ait commencé à la fin des années 1920 et au début des années 1930. En 1921, le premier permis conforme aux plans est délivré, tandis que la construction d'un bâtiment abritant la Banque nationale de Grèce à l'angle nord-ouest de la place, ainsi que d'un bâtiment abritant la Banque Ionienne (en) de l'autre côté de la route, commence à la fin des années 1920,. La Banque nationale de Grèce ouvre ses portes en 1933, mais la conception est modifiée de manière à abriter également la Banque de Grèce, qui avait été créée en 1928. Le travail sur les fondations de la Maison TTT commence en 1931, mais est entravé par la découverte de la digue qui avait été démolie à la fin des années 1800, ce qui créé des problèmes structurels majeurs, et le projet est bloqué et abandonné. Avec l'occupation de la ville par l'Allemagne nazie, le 9 avril 1941, le bâtiment de la Banque Ionienne est réquisitionné par les autorités allemandes et transformé en Ortskommandantur locale, le siège de l'autorité d'occupation. La Banque Ionienne devient plus tard la Banque populaire Ionienne, qui est maintenant l'Alpha Bank ; elle occupe toujours le bâtiment.

### Durant la Seconde Guerre mondiale

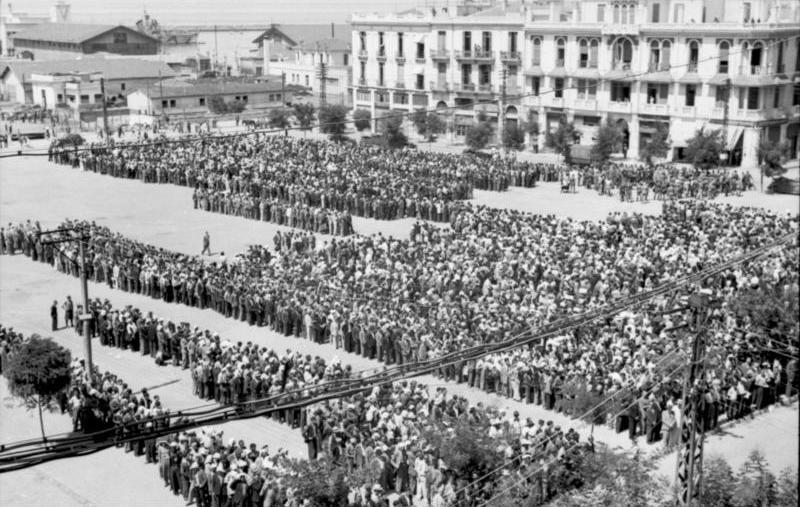
L'enregistrement des Juifs, par les nazis, sur la place, en juillet 1942.

Au cours de l'été 1942, le jour qui est devenu connu sous le nom de « shabbat noir », tous les hommes juifs âgés de 18 à 45 ans reçoivent l'ordre de se présenter sur la place pour être soumis au travail forcé. Le même jour, 6 000 ou 7 000 d'entre eux sont rassemblés sur la place, gardés par des soldats allemands armés. La foule rassemblée est torturée et humiliée en public avant d'être enregistrée,. Les nazis demandent une rançon de 2,5 milliards drachmes pour libérer les Juifs du travail forcé, que la communauté leur verse,. Entre le 15 mars et le 7 août 1943, les 56 000 Juifs de Thessalonique sont déportés dans les camps de concentration nazis
,,. 96 % de la population juive d'avant-guerre est assassinée.
Après la Seconde Guerre mondiale, le projet d'ériger la Maison TTT sur la place est abandonné lorsque celle-ci est officiellement proclamée espace public, le 6 avril 1963 par arrêté du ministère des Travaux publics. La Poste hellénique conteste cette décision mais ne parvient pas à convaincre les tribunaux. L'emplacement est transformé en parking et terminal de bus, ouvert par l'Organisation hellénique du tourisme comme le seul parking public de la ville. Il est à nouveau contesté sans succès en 1972. La suppression du parking et le réaménagement de la zone en une place ouverte sont discutés pour la première fois en 1997, lorsque Thessalonique devient la capitale européenne de la culture, mais sont finalement abandonnés en raison des coûts élevés de la construction d'un parking souterrain.

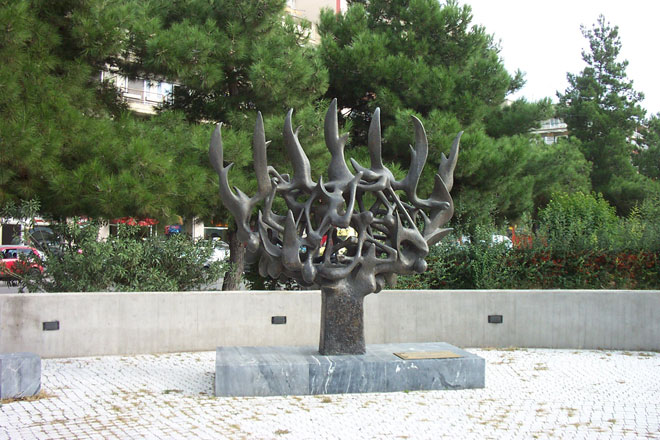
La Menorah en flammes, mémorial de la Shoah installé en 2006 sur la place.

La menorah en flammes, un mémorial de la Shoah, est créé par le survivant serbe de l'Holocauste Nandor Glid (en), en 1997, mais n'est placé dans le coin sud de la place qu'en 2006. Le monument est souillé deux fois en 2018, une fois par des membres de l'Aube dorée, en janvier, et une fois par des manifestants d'extrême droite participant à un rassemblement sur le différend concernant le nom de la Macédoine,. Le maire de Thessalonique, Yiannis Boutaris, qui s'est fait le champion du réaménagement de la place en un espace ouvert, a contesté le mémorial en disant qu'il était « difficile à trouver ». Dans le même discours, en 2018, il souligne les raisons derrière l'insistance de la municipalité concernant le réaménagement d'une place, en disant :

« La nouvelle place Eleftherías symbolisera la fierté de tous les Thessaloniciens pour leur ville, son passé, son présent et son avenir. À quelques centaines de mètres de là, le musée de l'holocauste de Thessalonique symbolisera notre honte. Pour tout ce qui s'est passé, tout ce que nous avons fait, et surtout pour tout ce que nous n'avons pas pu ou voulu faire, natifs et immigrants, de droite et de gauche, pendant et après la guerre. »

Un concours de conception est lancé en 2013 et en 2018, la procédure d'appel d'offres pour sélectionner un entrepreneur chargé de réaliser les travaux de construction est lancée. Le budget total pour le réaménagement de la place s'élève actuellement à 5,1 millions d'euros, financé par un prêt de la Banque européenne d'investissement. En mars 2019, les parkings de la place sont fermés en vue du réaménagement. 

## Galerie

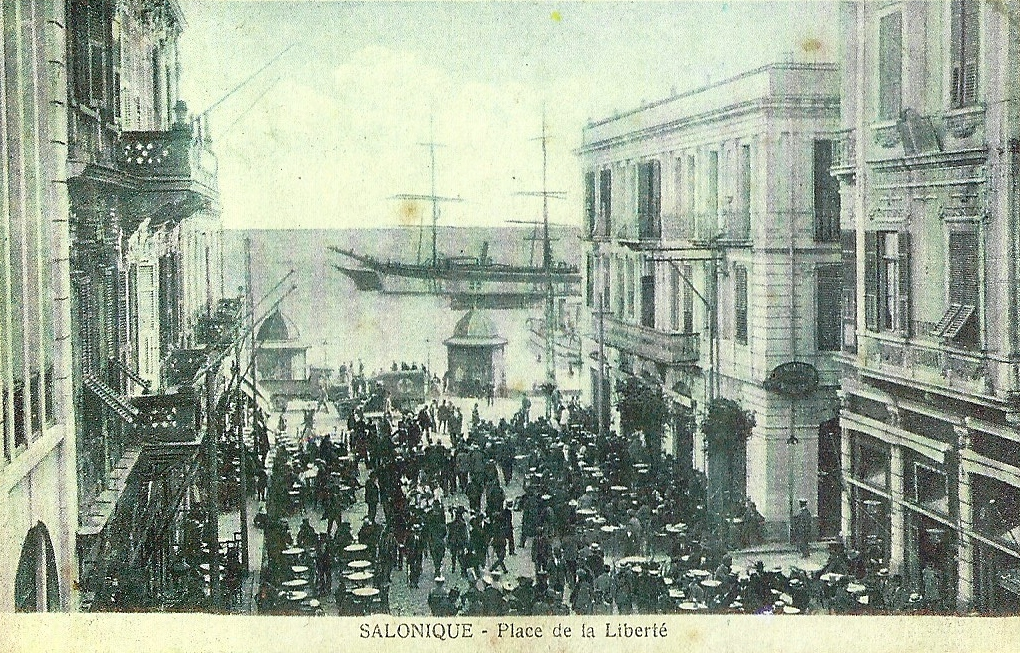
Vue de la place, en direction du sud (1914).
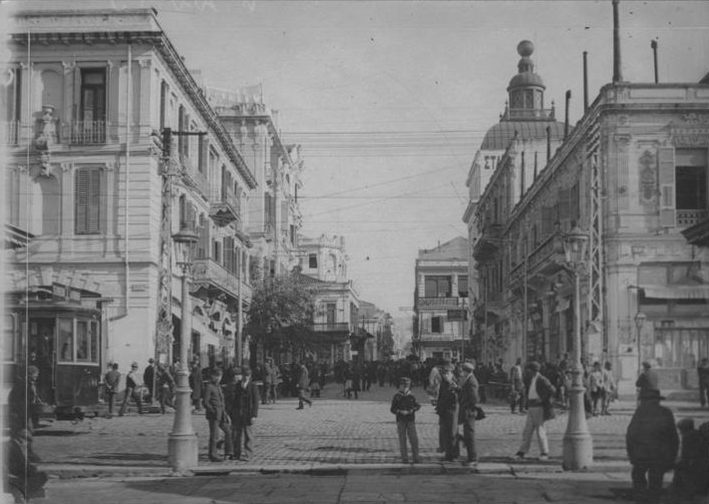
Vue de la place, en direction de la ville (années 1910).
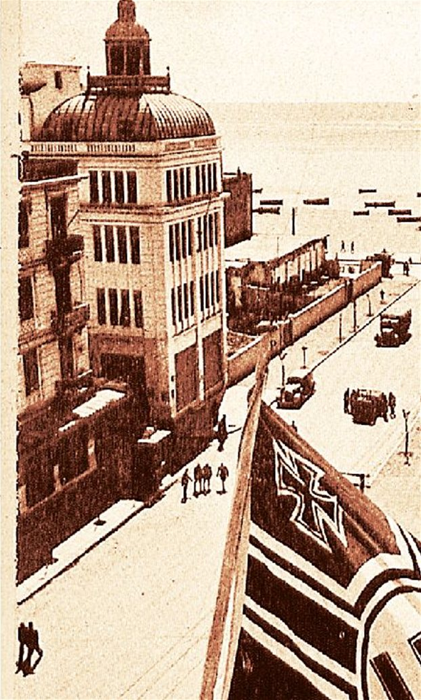
Le bâtiment Stein, durant l'occupation nazie (avril 1941)